# سعود حمود
سعود حمود هو لاعب كرة قدم سعوديبداياته مع نادي الرياض لعب فية درجة الناشئين والشباب.
انضم سريعا للمنتخب الشاب (بطولة آسيا) التي أقيمت في الدمام
انتقل لنادي النصر عام 2009 ووقع عقدًا احترافيًا لخمس سنوات وبلغت تكاليف الانتقال مليوني ريال و أعاره النصر إلى نادي الشعلة لمدة 4 شهور وبعدها تم فسخ عقده مع النصر و ابتعد عن ممارسة كرة القدم و عاد للمشاركة مع نادي المجزل في عام 2021.
شارك بفعالية مع المنتخب السعودي الأولمبي وفي عام 2011 تعرض لإصابة رباط صليبي. أثر غيابة على المنتخب - بحسب ما قاله المدرب يوسف عنبر، تعرض لحادث بدراجة نارية ودخل على إثره في غيبوبة دامة أربعة أيام.

## مركز اللاعب
يجيد أكثر من مركز مهاجم - وسط أيمن - وسط أيسر.